# صيغة تربيعية

رسم بياني لمعادلة تربيعية و جذورها x=1 و x=4

الصيغة التربيعية (بالإنجليزية: Quadratic formula)‏ هي عبارة رياضية لحل المعادلات التربيعية. توجد طرق أخرى لحل المعادلات التربيعية مثل التحليل إلى عوامل وإكمال المربع أو الرسم البياني ولكن غالباً ما يكون استخدام الصيغة التربيعية أكثر ملائمة من الطرق الأخرى.
الشكل العام للمعادلة التربيعية هو:
{\displaystyle ax^{2}+bx+c=0}
هنا x يمثل المجهول، بينما a، b، و c هي حدود ثابتة بحيث a لايساوي الصفر.
الصيغية التربيعية هي:
{\displaystyle x={\frac {-b\pm {\sqrt {b^{2}-4ac}}}{2a}}}
وما تحت الجذر يسمى المميز.

## إشتقاق الصيغة التربيعية
يوجد الكثير من الطرق لإشتقاق الصيغة التربيعية والأكثر تعارفا هو طريقة إكمال المربع. تكون الطرق البديلة أحيانًا أبسط من إكمال المربع، وقد تقدم نظرة مثيرة للاهتمام في مناطق أخرى من الرياضيات.

### باستخدام تقنية «إستكمال المربع»[1]
نعتبر معادلة تربيعية من الشكل:
- يتم قسمة جميع المعامل الأطراف على الثابت {\displaystyle {a}} (بما أن {\displaystyle {a}\neq 0}):

- بطرح الثابت {\displaystyle -{\frac {c}{a}}} من كلا الطرفين:

- بإضافة الثابت {\displaystyle ({\frac {b}{2a}})^{2}\!} إلى الطرفين وهذا يجعل الطرف الأيسر يبدو في شكل مربع كامل:

- بكتابة الطرف الأيسر على شكل جداء تربيعي:

- بأخذ الجذر التربيعي لكلا الطرفين:

- بإعادة ترتيب المكونات:

- بتبسيط العلاقة السابقة نحصل على العبارة التالية والتي تمثل الصيغة التربيعية أوالشكل العام للجذور: